# Hymn pierwszej Jugosławii
Hymn pierwszej Jugosławii – Bože pravde/Lijepa naša domovino/Naprej zastave slave, hymn państwowy Królestwa Serbów, Chorwatów i Słoweńców, a następnie (od 1929) Królestwa Jugosławii.
Utwór powstał w grudniu 1918 r. jako hymn państwowy niedawno powstałego Królestwa Serbów, Chorwatów i Słoweńców. Jest on zbitką trzech hymnów trzech głównych narodowości królestwa (uznawanych za jeden trójdzielny naród jugosłowiański): serbskiego Bože pravde, chorwackiego Lijepa naša domovino i słoweńskiego Naprej zastava slave. Kompozytorem serbskiego hymnu narodowego był Słoweniec Davorin Jenko, natomiast hymnu chorwackiego Serb Josip Runjanin. Porządek układu był następujący – pierwszy akapit stanowiły pierwsze cztery wersy hymnu serbskiego, drugi – cztery pierwsze chorwackiego, trzeci – słoweńskiego. Zamykający utwór akapit czwarty stanowiły ostatnie cztery wersy refrenu hymnu serbskiego. Porządek ten dotyczył zarówno słów, jak i melodii (każdej partii tekstu przypisana była linia melodyczna z hymnu krajowego). Każda ze zwrotek spisana była też w przypadającym "swojej" republice języku. Jedynie zwrotka czwarta, w wersji podstawowej w języku serbskim, mogła być wykonywana także w pozostałych dwóch językach. W okresie panowania Aleksandra I Karadziordziewicia, przedostatni wers brzmiał Kralj' Al'ksandra, Bože, hrani.
Po proklamowaniu w 1945 r. drugiej Jugosławii Josip Broz-Tito odrzucił hymn obowiązujący w międzywojennej Jugosławii, uznając go za symbol konserwatyzmu i rojalistycznej przeszłości. Nowym hymnem państwowym stał się Hymn wszechsłowiański.

## Tekst
| Боже правде, ти што спасе, од пропасти до сад нас! Чуј и од сад наше гласе и одсад нам буди спас! Lijepa naša domovino, Oj junačka zemljo mila, Stare slave djedovino, Da bi vazda sretna bila! Naprej zastava slave, na boj junaška kri, za blagor očetnjave naj puška govori! Боже спаси, Боже храни, нашег Краља и наш род! Краља Петра, Боже храни, моли ти се сав наш род! | Bože pravde, Ti što spase Od propasti dosad nas, Čuj i otsad naše glase, I otsad nam budi spas! Lijepa naša domovino, Oj junačka zemljo mila, Stare slave djedovino, Da bi vazda sretna bila! Naprej zastava slave, Na boj junaška kri! Za blagor očetnjave Naj puška govori! Bože, spasi, Bože, hrani Našeg Kralja i naš rod! Kralja Petra, Bože, hrani, Moli Ti se sav naš rod. | Boże sprawiedliwości, coś ratował od zagłady dotąd nas słysz i teraz głosy nasze i ratunkiem bądź dla nas Pięknaś ty, nasza ojczyzno, oj, droga ziemio bohaterów, spadkobierczyni dawnej chwały - niech ci zawsze szczęście sprzyja! Naprzód, sztandarze chwały do bohaterskiej walki krwi dla dobra ojczyzny niech się odezwą karabiny Boże zbaw nas, Boże ochroń naszego króla i nasz ród króla Piotra Boże ochroń błagają Cię wszystkie nasze rody |  |